# Okmulgee
Okmulgee /u hitchiti jeziku = "where water boils up", a odnosi se na izvore Indian Springs u okrugu Butte u Georgiji, koji danas pripadaju najstarijem državnom parku u SAD.-u Indian Springs State Park, osnovanom još 1825./ pleme američkih Indijanaca porodice Muskhogean u području rijeke Chattahoochee u okrugu Russell u Alabami blizu Columbusa, a u ranijiom vremenima oko današnjeg Macona u Georgiji na rijeci Okmulgee. 
Okmulgee su, smatra John Reed Swanton nastali separacijom od Hitchitija a negdje 1715. iz Georgije će se preseliti u blizini plemena Chiaha i Osochi na rijeci Chatahoochee, Alabama. S ovim plemenima žive u prijateljskim odnosima i kasnije se priključuju savezu Creek Indijanaca, s kojima će biti preseljeni u Oklahomu kod sadašnjeg grada Okmulgee. U Oklahomi gube plemenski identitet, ali njihovo ime dano je glavnom gradu nacije Creek, Okmulgee. Najpoznatiji potomci njihovog porijekla u naciji Creek je obitelj Perryman, a napoznatiji poglavica Pleasant Porter.
O njihovoj ranoj populaciji malo je poznato, a 1820. bilo ih je oko 220. Od ostalih Muskogeeja nazivani su Waiki låko /= "Big Spring./"